# 神池南站
神池南站，是神朔铁路、朔黄铁路、准池铁路交界处的一个车站。站址在山西省忻州市神池县龙泉镇。主要办理货物列车（重载煤运列车）的接发、编解、机车换挂和车辆技检等技术作业以及经由神朔铁路的旅客列车接发车作业。该车站是国能集团旗下铁路运输系统的重要枢纽站、分界站和重载列车编组站。

## 概况

### 站场及设备
车站站场为西北—东南走向，站西有神朔铁路和准池铁路双线引入，站东有神朔铁路单线与朔黄铁路双线引出，站房位于站北。车站站场为一级两场横列式结构，其中，Ⅰ场为下行空车场，设有18股道，Ⅱ场为上行重车场，设有24股道，车站到发线有效长均达到2800米以上。此外，车站还配备有务、电务、供电、机务、列检等机构。

### 历史
- 1996年7月1日，开通运营
- 2012年9月28日，完成3.5亿吨扩能改造[2]
- 2015年8月，准池铁路接入该站[3]
- 2016年3月9日，车站常态化开行2万吨重载列车[4]